# 2016년 하계 올림픽 폐막식
2016년 하계 올림픽 폐막식은 2016년 8월 21일 오후 8시 (브라질 시간)에 리우데자네이루의 이스타지우 두 마라카낭에서 열린 2016년 하계 올림픽의 폐막식이다.
전통적인 관례대로 폐막식은 브라질과 차기 올림픽 개최국인 일본의 문화를 소개하는 장이였다. 폐막식 연설은 토마스 바흐 국제 올림픽 위원회 위원장, 카를루스 아르투르 누즈망 리우데자네이루 하계 올림픽 조직위원회 위원장이 맡았다. 그리고 리우데자네이루의 에두아르도 파에스 시장이 도쿄의 고이케 유리코 도지사에게 올림픽 기를 이양했다.
남자 마라톤 시상식이 진행됐다. 금메달은 케냐의 엘루이드 킵초케, 은메달은 에티오피아의 페이사 릴레사 그리고 동메달은 미국의 갈렌 루프가 차지했다.
폐막식 행사는 크리에이티브 디렉터 로사 마갈하예스가 맡았다. 공연은 리우의 거리 카니발 모습을 보여주는 데 중점을 뒀다.
2020년 하계 올림픽 소개 공연에 일본의 가수 시이나 링고와 일본의 총리 아베 신조가 등장했다. 아베 신조는 닌텐도 게임 캐릭터 마리오로 분장해, 게임에서 마리오가 워프 파이프를 통해 나오듯이 파이프를 통해 나오며 등장했다.